# Sinești, Vâlcea
Sinești este satul de reședință al comunei cu același nume din județul Vâlcea, Oltenia, România. Se află în partea de vest a județului, în Platforma Oltețului din Podișul Getic, pe malul stâng al Oltețului. Aici se află o biserică de lemn, monument istoric (cod:VL-II-m-B-09908) din secolul al XVIII-lea, grav afectată de un incendiu în 2002.

## Vezi și
- Biserica de lemn din Sinești, Vâlcea